# Иоанно-Богословский Пощуповский монастырь
Иоанно-Богословский монастырь — мужской монастырь Рязанской епархии Русской православной церкви, расположенный на правом берегу Оки, в селе Пощупово Рыбновского района Рязанской области, в 25 километрах к северу от города Рязани.

## История
Считается, что обитель возникла в конце XII или начале XIII века и была основана греческими монахами-миссионерами, которые принесли с собой чудотворную икону апостола Иоанна, написанную в VI столетии в Византии мальчиком-сиротой. Образ этот стал главной святыней Богословского монастыря. В. В. Зверинский приводит информацию о том, что монастырь существовал уже в 1237 году, и к этому времени в нём уже находился подаренный рязанским князем чудотворный образ Иоанна Богослова из Константинополя, согласно легенде, защитивший монастырь от разграбления Батыем.
В XVI — первой половине XVII века монастырь неоднократно разорялся крымскими татарами, но неизменно возрождался (источники упоминают, в частности, разорения 1534 и 1572 годов). Вероятно, расположенная неподалёку Пощуповская пещера представляет собой пещерную часть монастыря. Поначалу монастырь располагался несколько южнее, но в XVI веке был перенесён на нынешнее место. Вплоть до середины XVII века все постройки в монастыре были деревянными. В 1764 году практически все земли, за очень небольшим исключением, были изъяты у Иоанно-Богословского монастыря, а сам он отнесён по штатам к разряду третьего класса и к середине XIX века пришёл в упадок.
Возрождение монастыря связано с именем Давида Ивановича Хлудова — потомственного почётного гражданина, купца первой гильдии. В 1860 году неподалёку от обители он приобретает загородное имение. Иоанно-Богословский собор полностью реконструируется и в нём устраивается новый иконостас. Иконы для него пишет известный рязанский художник-изограф Николай Васильевич Шумов. Настоятелем обители 22 марта 1865 года назначается иеромонах Виталий (Виноградов). Сам монастырь был преобразован в общежительный. На его средства восстановлены соборы монастыря: Иоанно-Богословский и Успенский, отремонтирована ограда, построена новая 80-метровая колокольня (1901 года), по проекту архитектора И. С. Цеханского). Иеромонах Виталий, ставший игуменом, а затем архимандритом управлял обителью в течение полувека и скончался в 1915 году в возрасте почти 100 лет. Число братии при нём весьма возросло и составило более 100 человек. К 1892 году при монастыре была обустроена школа для крестьянских детей (мальчиков) на 50 человек.
В 1930 году насельники монастыря во главе с престарелым настоятелем архимандритом Зосимой (Мусатовым) были арестованы и осуждены к различным срокам ссылки в Казахстан. Сам монастырь был закрыт и упразднён. Накануне закрытия из обители исчез древний чудотворный образ апостола Иоанна Богослова и с того времени местонахождение иконы неизвестно. На территории монастыря находились сначала детская колония, затем склады МВД. В 1988 году Иоанно-Богословский монастырь был возвращён РПЦ. Наместником монастыря стал архимандрит Авель (Македонов). С того времени началось восстановление разрушенной обители.
В 2004 году управление обителью было возложено на преосвященного Иосифа, епископа Шацкого, викария Рязанской епархии, ставшего первым в истории обители настоятелем-архиереем. Летом 2006 года по решению Священного Синода епископ Иосиф был назначен управляющим Иваново-Вознесенской епархией.
В настоящее время настоятелем Свято-Иоанно-Богословского монастыря является управляющий Рязанской епархией, митрополит Марк (Головков).

## Сооружения
- Иоанно-Богословский собор (1689 г.; 1861 г.)
- Успенский собор (1868—1870 гг.)
- Колокольня (1901 г.)
- Иверская часовня (бывш. Святые ворота, 1658 г.)
- Ледник (XVII в.)
- Малая колокольня (сер. XVII в.)
- Братский корпус (XIX в.)
- Новый братский корпус (нач. XXI в.)
- Ограда (XVII в.)
- Святые ворота (нач. XX в.)

## Святой источник
Недалеко от монастыря находится святой источник, известный среди православных как целебный. Рядом с источником находится купель, открытая круглый год для посещения. Также рядом с источником возводится новая пятиглавая часовня.

## Настоятели и наместники
- Илиодор (Чистяков) (4 мая 1824 — 1825)
- Гедеон (Вишневский) (21 июля 1825 — 1827)
- Авель (Македонов) (6 мая 1989 — 25 марта 2004), наместник
- Иосиф (Македонов) (25 марта 2004 — 8 октября 2006), настоятель
- Дионисий (Порубай) (27 декабря 2007 — октябрь 2011), наместник
- Игнатий (Румянцев) (октябрь 2011 — 30 декабрь 2012), исполняющий обязанности игумена
- Исаакий (Иванов) (с 30 декабрь 2012), исполняющий обязанности игумена

## Галерея

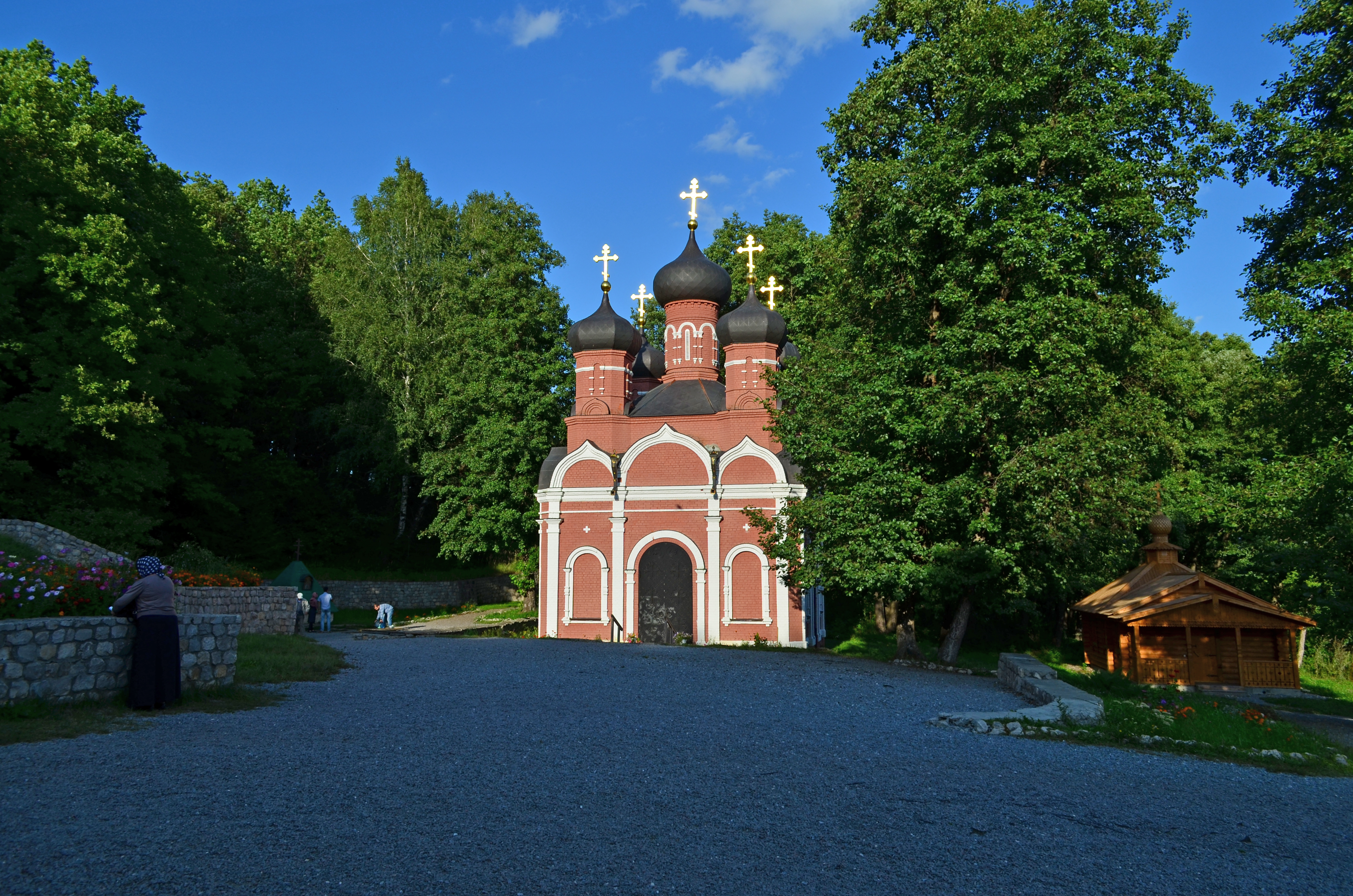
Часовня у святого источника
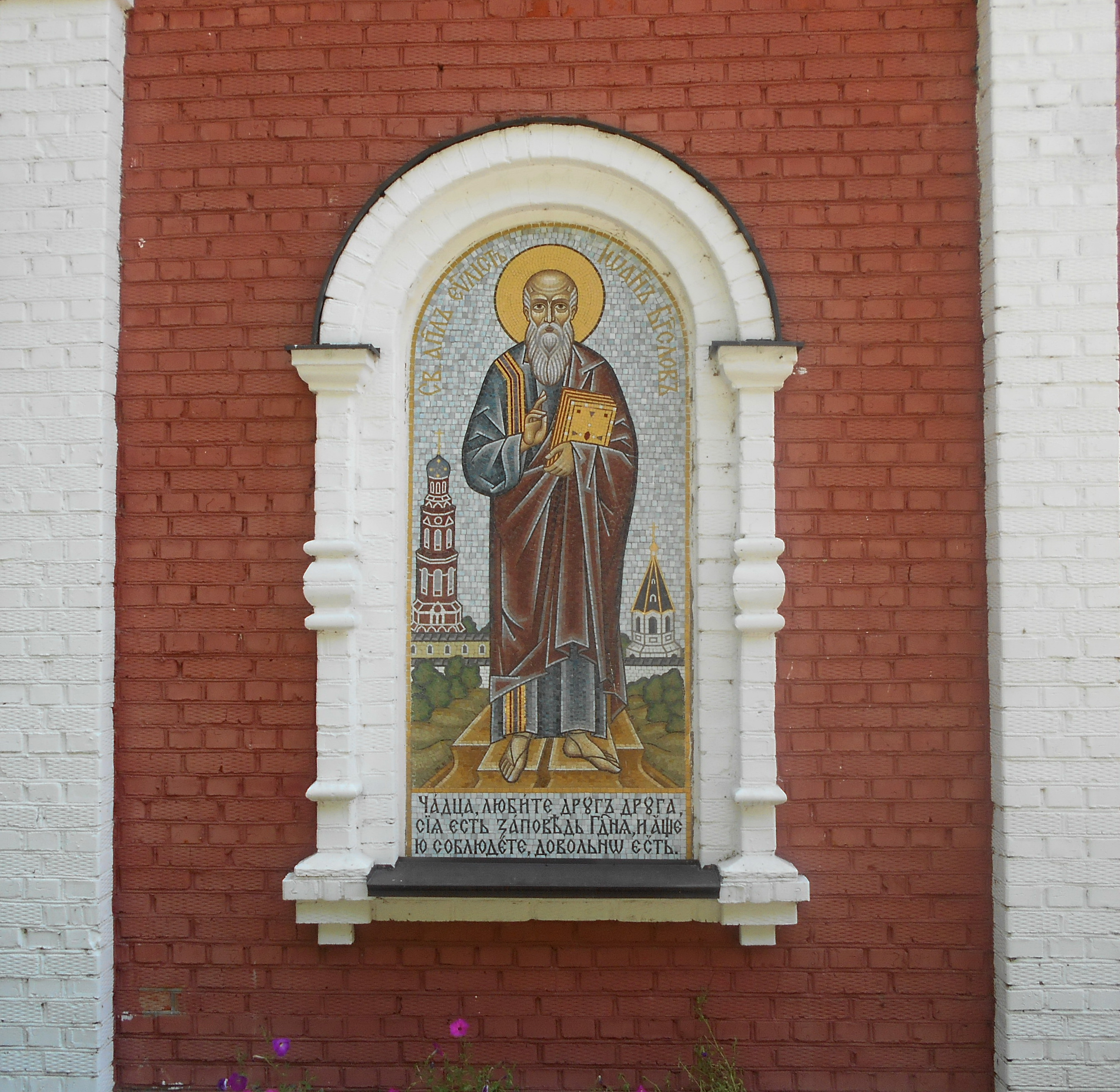
Мозаичная икона Иоанна Богослова
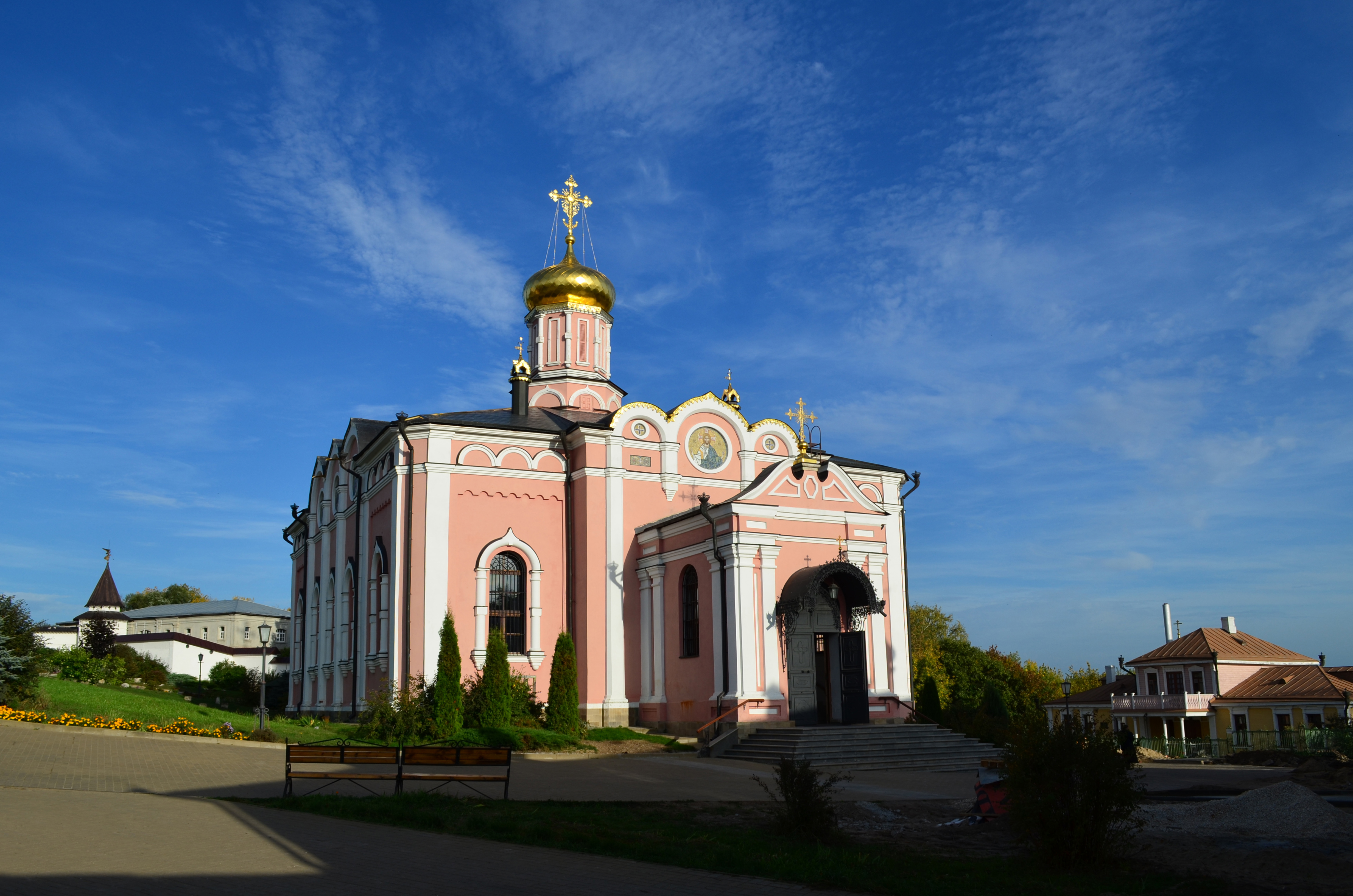
Успенский собор
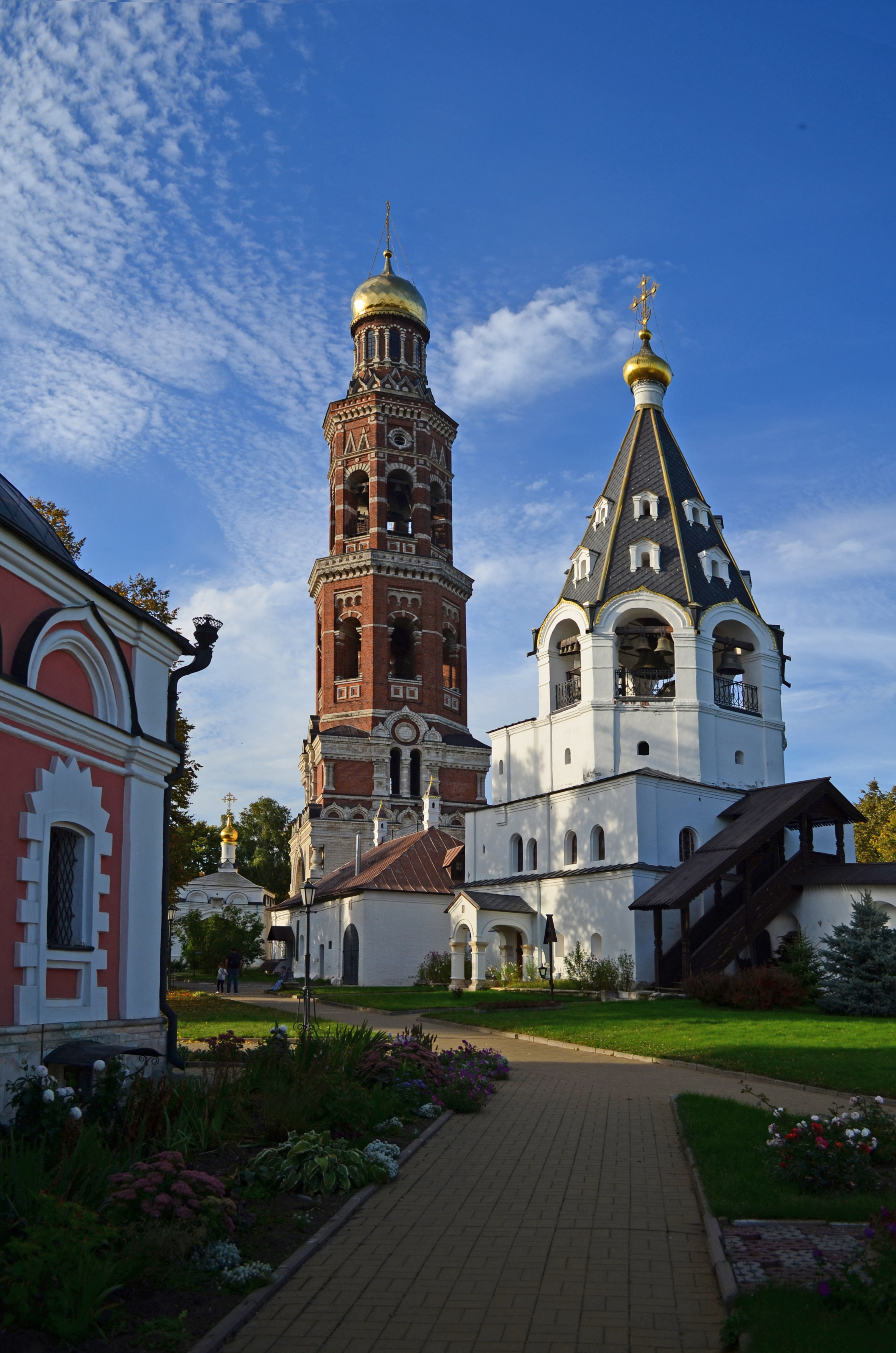
Колокольни монастыря
Обитель в XVIII — начале XIX вв.
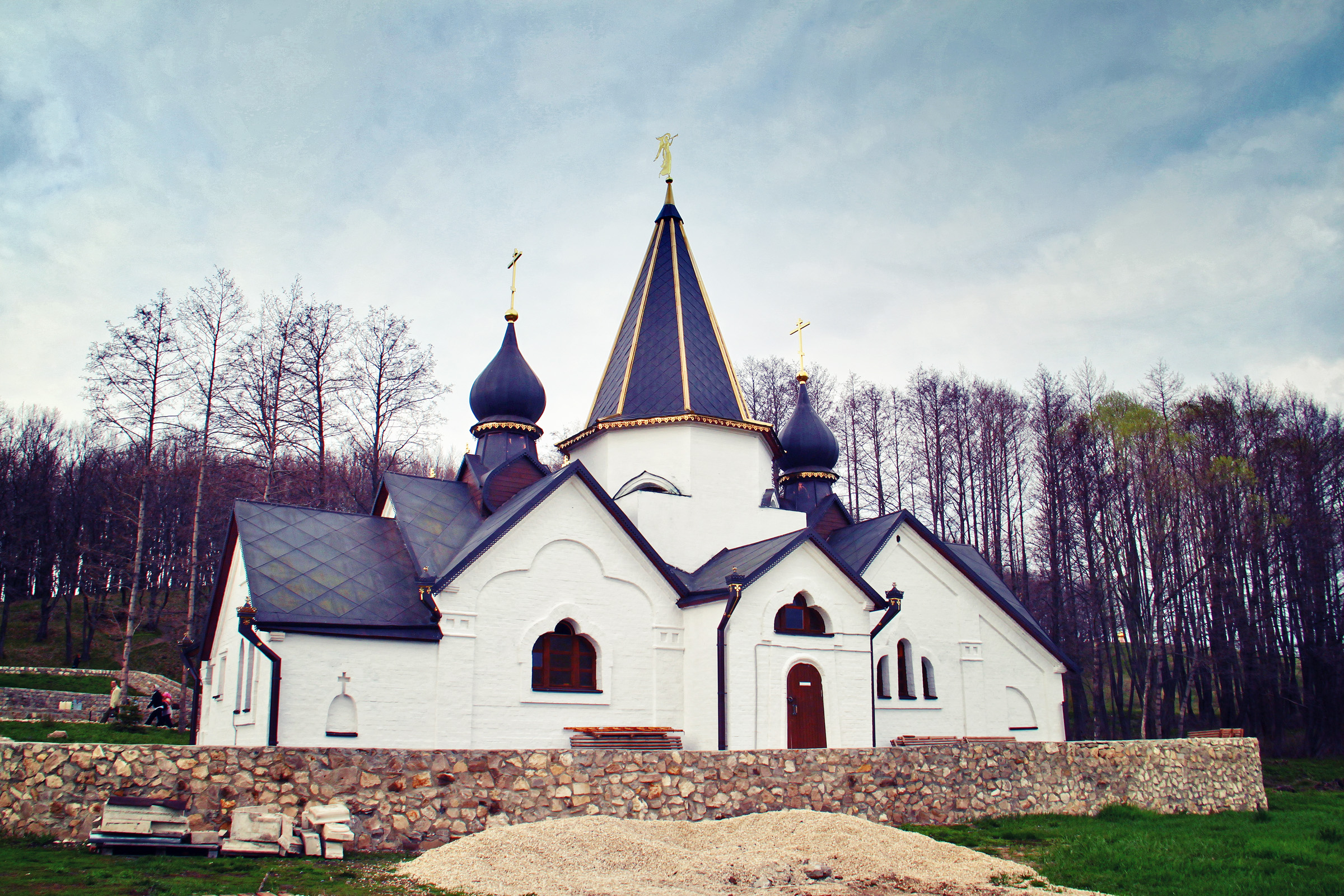
Новая купель.